# Praedictyorbitolininae
Praedictyorbitolininae es una subfamilia de foraminíferos bentónicos de la familia Orbitolinidae, de la superfamilia Orbitolinoidea, del suborden Orbitolinina y del orden Loftusiida. Su rango cronoestratigráfico abarca desde el Barremiense (Cretácico inferior) hasta el Cenomaniense (Cretácico superior).

## Discusión
Clasificaciones previas hubiesen incluido Praedictyorbitolininae en el suborden Textulariina del orden Textulariida o en el orden Lituolida.

## Clasificación
Praedictyorbitolininae incluye a los siguientes géneros:
- Dictyorbitolina †
- Paracoskinolina †
- Praedictyorbitolina †

Otro género considerado en Praedictyorbitolininae es:
- Ataxella †